# Амбикапур
Амбикапур (англ. Ambikapur, хинди अम्बिकापुर) — город и муниципалитет на севере индийского штата Чхаттисгарх. Административный центр округа Сургуджа.

## География
Расположен на высоте 602 м над уровнем моря.

## Население
По данным переписи 2011 года население муниципалитета Амбикапур составляет 214 575 человек, а население городской агломерации — 243 173 человека. В муниципалитете в среднем на 1000 мужчин приходится 920 женщин. 11,3 % населения составляют дети младше 6 лет. Уровень грамотности составляет 88,20 % (92,73 % мужчин и 83,29 % женщин).

## Транспорт
Имеется автобусное и железнодорожное сообщение. Ближайший аэропорт, принимающий регулярные рейсы находится в городе Райпур. В 12 км от Амбмкапура расположена ВПП Дарима.